# サント＝コロンブ (小惑星)
サント＝コロンブ (17431 Sainte-Colombe) は小惑星帯に位置する小惑星。ベルギーの天文学者エリック・エルストがオート＝プロヴァンス天文台で発見した。
フランス・バロック音楽の作曲家・ヴィオール奏者、サント＝コロンブ（1640年 - 1700年）から命名された。